# Прилуки (Вологда)
{{#if:||
Прилу́ки — бывшее село, с 1993 года — микрорайон в составе города Вологды. В Прилуках находится Спасо-Прилуцкий монастырь.

## Этимология
Ойконим Прилуки (Прилуцкое) произошёл от именования основанного в 1371 году Спасо-Прилуцкого монастыря. Монастырь в свою очередь получил название по соборной Спасской церкви и местоположению — изгибу реки Вологды, образуя луку (при луце — 'у крутой луки, извилины реки').

## История
На территории современных Прилук в XVI в. существовали селения, принадлежавшие Спасо-Прилуцкому монастырю: сельцо Выпрягово на Вологде (по имени Исидора Выпряга), село Коровничье, располагавшееся восточнее монастыря (названо по наличию монастырского коровьего двора). В XVI веке в Выпрягово насчитывался 31 двор. Население составляли ремеслянники, работающие на монастырь: кирпичники, плотники, кузнецы, иконники, часовники, оловяничники, сапожники, портные, квасовары С XVII в. селение именуется — Коровничье, в разговорной речи — Выпрягош. Ойконим Прилуки появляется в источниках середины XIX в., как второе неофициальное название с. Коровничья. Название Прилуки (Прилуцкое) становится официальным в конце XIX в., а разговорным — Коровничье. Известно, что в Коровничье находилась пристань и водяная мукомольная мельница Спасо-Прилуцкого монастыря.

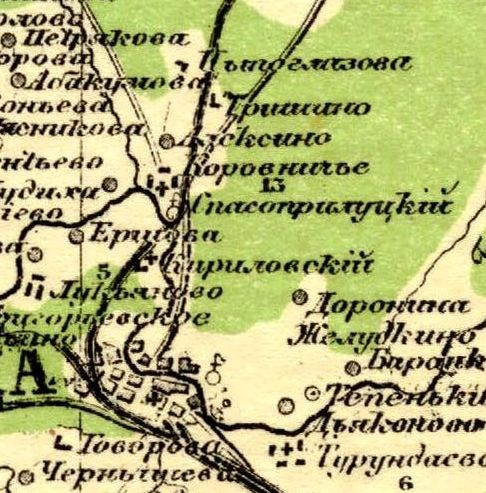
Село Коровничье и Спасо-Прилуцкий монастырь на карте Вологодской губернии (1920 год)

В XVIII веке в селе Выпрягово, по дороге на Кириллов и Белозерск на берегу реки Вологды построена теплая каменная церковь Николая Чудотворца, что на Валухе, на месте деревянной церкви того же названия. С восточной стороны к ней пристроена высокая двухсветная холодная церковь, освященная в 1755 г. С западной стороны к теплой церкви примыкает высокая, со шпилем колокольня, украшенная в несколько ярусов колоннами, наружными арками и нишами. Колокольня построена в более позднее время взамен первоначальной шатровой.
До 1960—1970-х годов через Заречье и Прилуки проходил Кирилловский тракт. До XIX века Кирилловский и Архангельский тракт сливались в Прилуках, где существовала переправа через реку Вологда и дорога шла через Кирилловскую Ямскую слободу в Вологду. Тракты потеряли своё значение после организации новой дороги на Заречье.
В 1898 году через Прилуки прошла узкоколейная железная дорога Вологда — Архангельск (с 1936 года в составе Северной железной дороги) со станцией Рыбкино. Через реку Вологду был построен временный, с деревянными устоями, мост. В 1913 году его заменили постоянным с металлическими фермами на каменных устоях, а в 1914 году линия была перестроена на широкую колею.
В 1930-х годах, недалеко от Прилук, у станции Рыбкино был построен вологодский аэродром, существовавший на этом месте до 1981 года. 26 марта 1938 года в Прилуки был пущен один из первых маршрутов вологодского автобуса: № 1 Вокзал-Прилуки.

## Застройка
Большая часть Прилук застроена домами с приусадебными участками. В 1980-х — начале 1990-х были возведены несколько многоквартирных домов на улице Строителей и силикатные дома-коттеджи на 1-2 семьи по улице Мелиораторов. С 2009 года в Прилуках ведется малоэтажное строительство для расселения жильцов из ветхих домов Вологды. Планируется построить 10 легковозводимых домов.
В районе Прилуки находятся улицы:
- Геофизическая улица
- Железнодорожная улица
- Железнодорожный переулок
- Колхозная улица
- Линейная улица
- Линейный проезд
- Мелиораторов улица
- Монастырская улица
- Никольская улица
- Никольский переулок
- Присухонская улица
- Рыбкино улица
- Сокольская улица
- Строителей улица

## Достопримечательности
- Спасо-Прилуцкий монастырь

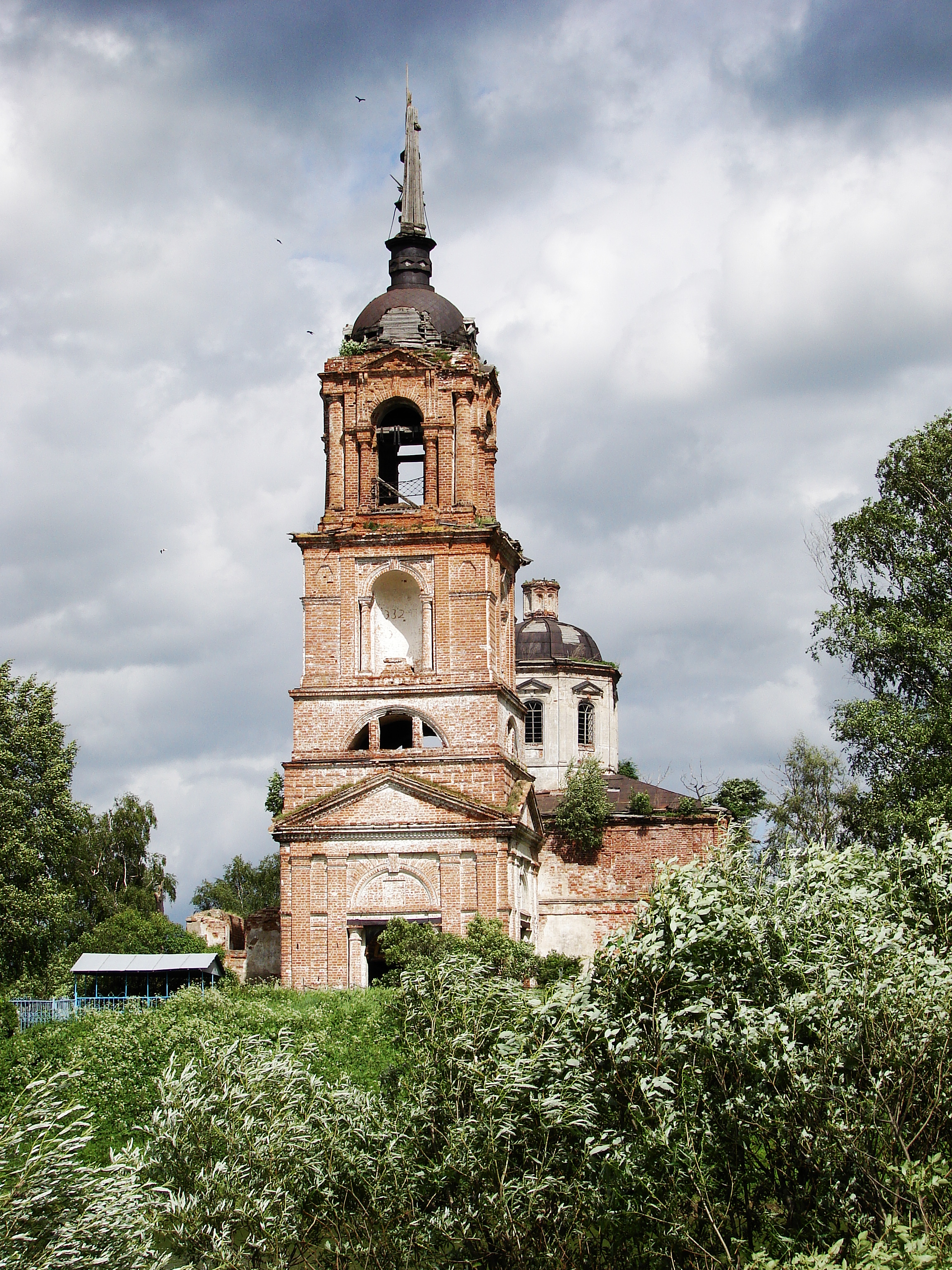
Церковь Николая на Валухе

- Церковь Николая Чудотворца, что на Валухе (XVIII век)